# Realizm wewnętrzny
Realizm wewnętrzny - stanowisko metafizyczne zaproponowane przez Hilary Putnama. Jest to stanowisko pośrednie pomiędzy realizmem metafizycznym a antyrealizmem. Charakteryzuje się ono połączeniem antyrealistycznego założenia o relatywizmie pojęciowym z przekonaniem, że prawda jest zależna od świata. Relatywizm pojęciowy mówi, że zależnie od teorii, którą przyjmujemy, słowa "istnieje", czy "jest prawdziwy" mają różne, wewnętrzne dla teorii sensy. Stanowisko Putnama łączy jednak ten pogląd z tezą, że nie prowadzi to do dowolności - gdy przyjmujemy już jakąś teorię, na jej gruncie wszystko działa dokładnie tak jak w przypadku metafizycznego realizmu (który łączy się z przekonaniem, że istnieje wyróżniony, prawdziwy opis świata). Prawda jest określona przez stan świata. Opis tego stanowiska jest dość kontrowersyjny, gdyż Putnam podsumowuje je stwierdzeniem, że po prostu rzeczy są tak samo realne w różnych opisach (co sugeruje anarchizm pojęciowy), jednak kluczem jest wyjaśnienie, że są one tak samo nierealne, gdyż nie ma wyróżnionego opisu świata, a są jednakowo realne na gruncie opisu, którego są częścią.
Koncepcja Putnama jest realizmem, bo zachowuje jedną z podstawowych cech realizmu: istnieje świat niezależny od podmiotu. Jednak uposażenie tego świata jest zależne od układu pojęciowego, którym posługuje się poznający podmiot. Nie mamy jednak tylu światów, ile jest układów pojęciowych. Jeżeli opisuję świat, to muszę znajdować się już „wewnątrz” jakiegoś schematu; wtedy będę miał tylko jeden świat.